# Tycherus cephalotes
Tycherus cephalotes là một loài tò vò trong họ Ichneumonidae.